# Campanya d'Itàlia (1796-1797)
La primera campanya d'Itàlia és una campanya militar duta a terme pel general francès Napoleó Bonaparte al nord d'Itàlia i al territori d'Àustria del 24 de març de 1796 la 7 d' abril de 1797. Durant un any, es va oposar principalment a l'exèrcit d'Itàlia de la República francesa a les forces de l'Imperi d'Àustria i al Regne de Sardenya. Amb la guerra del Rosselló, el setge de Toló i les accions a Còrsega, forma part del teatre meridional de la guerra de la Primera Coalició.
La primera campanya italiana va portar a la conclusió del conflicte iniciat el 1792, donant una gran importància al front italià, que fins llavors havia estat secundari. Començat amb el moviment francès sobre Voltri el 24 de març de 1796, posa a l'exèrcit italià de Niça als Alps Marítims a Leoben, a l'arxiducat d'Àustria, a només 120 quilòmetres de Viena, on els austríacs signen un armistici el 7 d' abril de 1797. La República obligà successivament a retirar-se de la coalició cadascun dels bel·ligerants, primer els sards (armistici de Cherasco,28 d' abril de 1796) després els austríacs (Tractat de Leoben,17 d' abril de 1797), deixant només a Anglaterra que no havia participat activament a la campanya. El 18 d' octubre de 1797, el tractat de Campo Formio signat pel general Bonaparte consagrà la pau entre França i Àustria i dissolgué la Primera Coalició.
La primera campanya d'Itàlia trasvalsà l'ordre geopolític de la península italiana de manera duradora. S'implanta allà durant gairebé dues dècades la influència francesa, que milloraria en diversos graus fins al 1815. En el camí, l'exèrcit d'Itàlia es trobà al davant tots els estats italians, en general aclaparadorament hostils a la Revolució, la guerra oberta declarada pel Regne de Sardenya a la neutralitat ambigu, que va demostrar la Toscana. Els Estats Pontificis signaren el 19 de febrer de 1797 la pau de Tolentino, que finalment cedia a França Avinyó i el Comtat Venaissí. Dues noves entitats polítiques apareixen, la República Cispadana i la República Transpadana, que es fonen en la República Cisalpina, es van convertir en la República d'Itàlia en 1802 i el Regne d'Itàlia en 1805 per formar la base de la influència republicana i imperial a la península. Finalment, la mil·lenària República de Venècia desaparegué al final de les operacions, sent annexionada a l'Imperi austríac.
El 1795 (any IV), el Directori va decidir que els exèrcits del general Jourdan i Moreau anirien a lluitar contra els austríacs al Main i al Danubi, mentre que Napoleó Bonaparte, nomenat comandant en cap de l'exèrcit d'Itàlia el 2 de març de 1796 (12 ventôse Any IV), atacaria els austro-sards a la vall del Po. L'exèrcit d'Itàli, mal equipat i mal alimentat, tenia la missió a superar les forces austríaques a Llombardia i la "influència" o "rescat" dels estats italians, en particular la República de Gènova, per a grans subsidis la intenció de fer front a la crisi dels assignats.
L'exèrcit italià, dirigit pel general Bonaparte, va derrotar successivament a set exèrcits sards i austríacs. De 1796 a 1797, conquerí Itàlia i l'Imperi austríac hagué d'abandonar no només Itàlia, sinó també el marge esquerre del Rin, on els austríacs són, no obstant això, guanyaven. Les victòries de Bonaparte van empènyer al Regne de Sardenya, després a Àustria, a retirar-se de la Primera Coalició, la qual cosa es va dissoldre.
Es denomina la Primera campanya d'Itàlia per distingir-la de la Segona campanya d'Itàlia, realitzada dos anys més tard també per Napoleó Bonaparte convertit en Primer cònsol.

## Antecedents

### L'actor

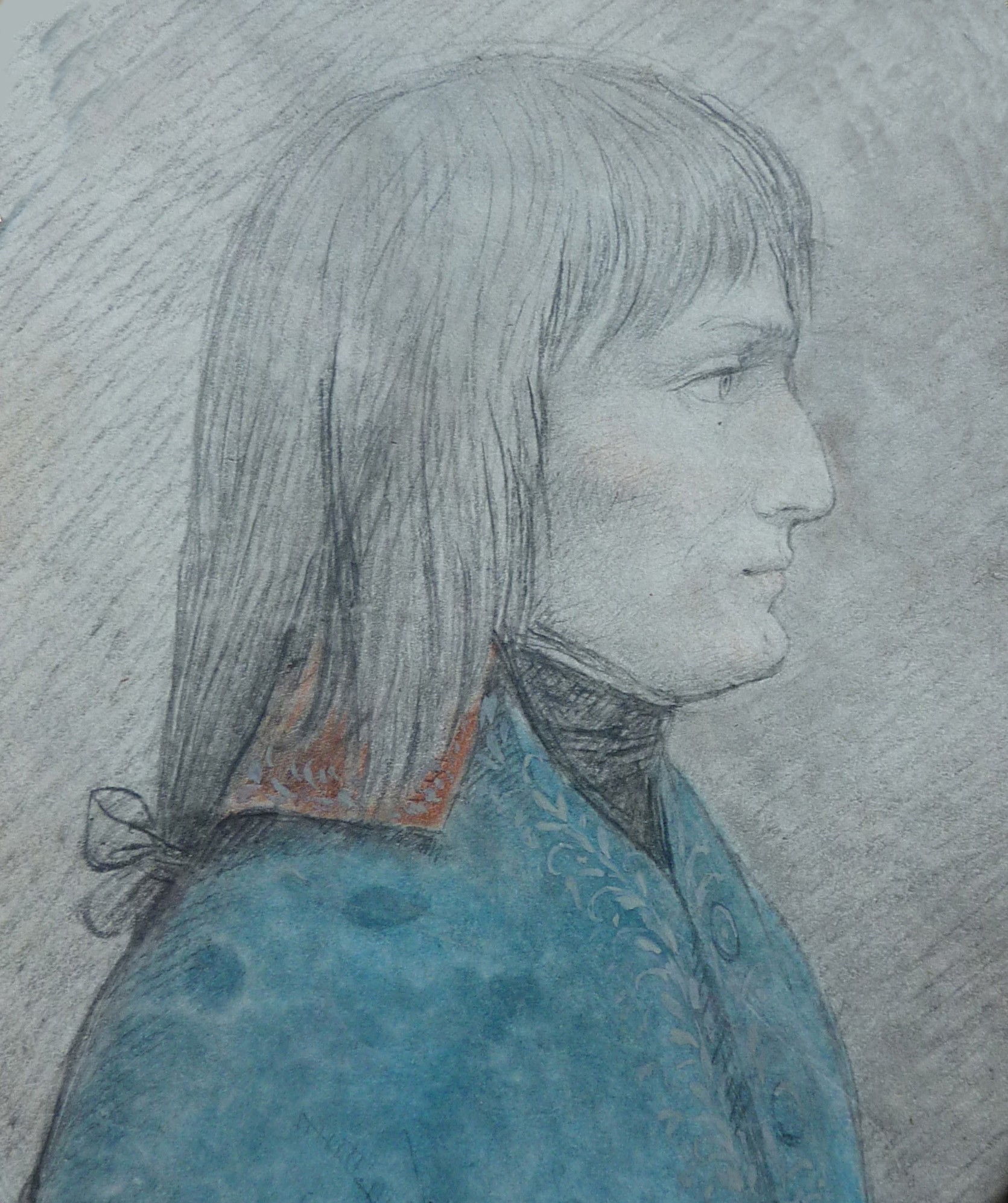
Retrat del perfil del general Napoleó Bonaparte. Dibuix amb llapis reforçat amb aquarel·la, després de la naturalesa durant la campanya italiana de 1796 per Giuseppe Longhi (col·lecció privada).

A l'octubre de 1795, Napoleó Bonaparte, petit general cors de 26 anys que comanda l'exèrcit de París, va esdevenir un gran personatge. Tinent coronel del 2n Batalló de Voluntaris de Còrsega, expulsat de l'illa el 1793 pels partidaris de Pascal Paoli, dirigeix fins al final de l'artilleria d'aquell any del setge de Toló, on va imposar el seu pla va ser ascendit a general de brigada en caure la ciutat. L'any següent, va prendre el comandament de l'artilleria de l'exèrcit d'Itàlia. Exercí una influència dominant en els consells de representants del poble, i com a Toulon, inspirà de fet, la majoria de les operacions. Desencadenat el 6 de febrer, la campanya de 1794 condueix a l'Exèrcit d'Itàlia a una primera sèrie d'èxits, ocupant el coll de Tende l'11 de maigi i progressant per la costa cap a Gènova.

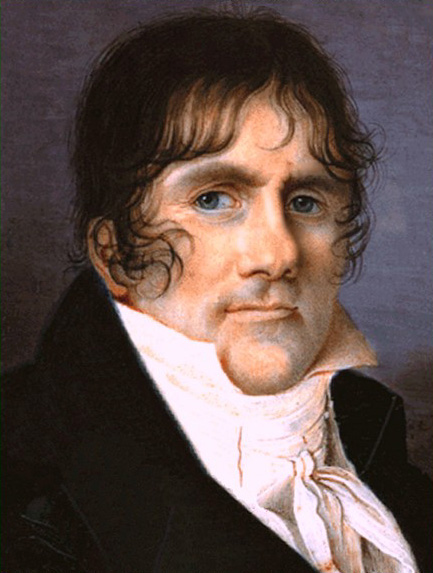
El convencionalista Paul Barras, a qui Bonaparte deu la seva ràpida promoció i el seu nomenament a l'Exèrcit d'Itàlia.

Aquest moment es detingué amb les detencions després de la caiguda de Robespierre (27 de juliol de 1794, 9 temidor any II), incloent la del mateix Bonaparte el 6 d'agost. Si bé fou alliberat dues setmanes més tard, el general no es va trobar menys marginat per la seva proximitat al règim jacobí. Durant l'any següent treballà a París a la "Oficina Militar" del Comitè de Salvació Pública, escrivint les instruccions enviades als generals i sense èxit intentà mantenir el seu pla estratègic innovador per a la campanya per dirigir Itàlia. El 5 d' octubre de 1795 (13 Veremari, any IV), però, el comandant de l'exèrcit de París, Paul Barras, li demanà la derrota d'un cop de força reialista. Després d'haver reagrupat quaranta canons amb l'ajut del capità Joachim Murat, mantingué la República dispersant els insurgents a trets. El 24 d'octubre fou aclamat per la Convenció, sent ascendit a general de divisió, el rang més alt dels exèrcits de la República, i succeí a Barras al capdavant de l'exèrcit de París.

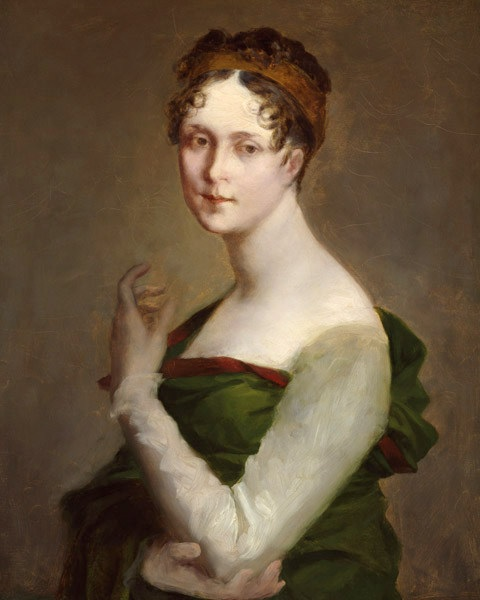
Rose Tascher de la Pagerie, també coneguda com Josephine, amb qui Bonaparte es casa a l'últim moment per amor i afecte al règim del Directori.

Una figura important a l'alta societat de la capital, li calgueren quatre mesos per guanyar la confiança del recentment establert Directori. L'obtingué multiplicant els gestos de deferència, reuneix el director Carnot, responsable dels assumptes militars, amb un pla de campanya a Itàlia que havia lluitat durant el temps de Robespierre, i testificà els seus vincles amb el règim pel seu matrimoni. amb Joséphine el 9 de març. El 2 de març de 1796, el Directori investí Bonaparte amb el comandament de l'Exèrcit d'Itàlia per substituir el general Schérer, que havia renunciat per motius de salut. Convençut durant tres anys, continuació lògica al seu viatge personal, aquest nomenament de somni li permeté implementar el seu pla de campanya sempiternel, empenyent-se a quedar-se quiet durant tres anys i col·locar en primer pla al general que executaria.
Des de la seva fesomia, els observadors conservaven la seva mirada sorprenent, així com la seva pell d'oliva, que donava la impressió d'una salut fràgil. Bonaparte de fet patia moltes malalties contra les quals la medicina de l'època es declarava impotent: malària, tuberculosi, retenció biliar i urinària, així com la sarna que va contraure a Toló que li feia patir efectes intermitents. Si la seva resistència física sempre seria sempre la causa dels seus fracassos, el seu estat general de salut no deixaria mai de mantenir l'ansietat durant tota la campanya italiana.
| «                                                                              | Petit, barbamec, pàl·lid i prim, però d'una excessiva primesa, no es veia bé. Les espatlles estretes amb un uniforme plisat pels moviments bruscos, el coll embolicat per una corbata alta, les temples amagades per llargs cabells plans i caiguts, les galtes buides, els llavis seriosos i atapeïts per l'atenció, els ulls aguts i escrutadors, tal era la fisonomia del nostre heroi. La veu era buida, el to avorrit, la paraula rara, breu i seca, tots els signes de fermesa i obstinació marcats a la cara ... | » |
| — Dr. Augustin Cabanès, "Al costat de l'Emperador", Albin Michel, 1958, París. | |   |

### L'escenari

#### Pla Estratègic del Directori Executiu

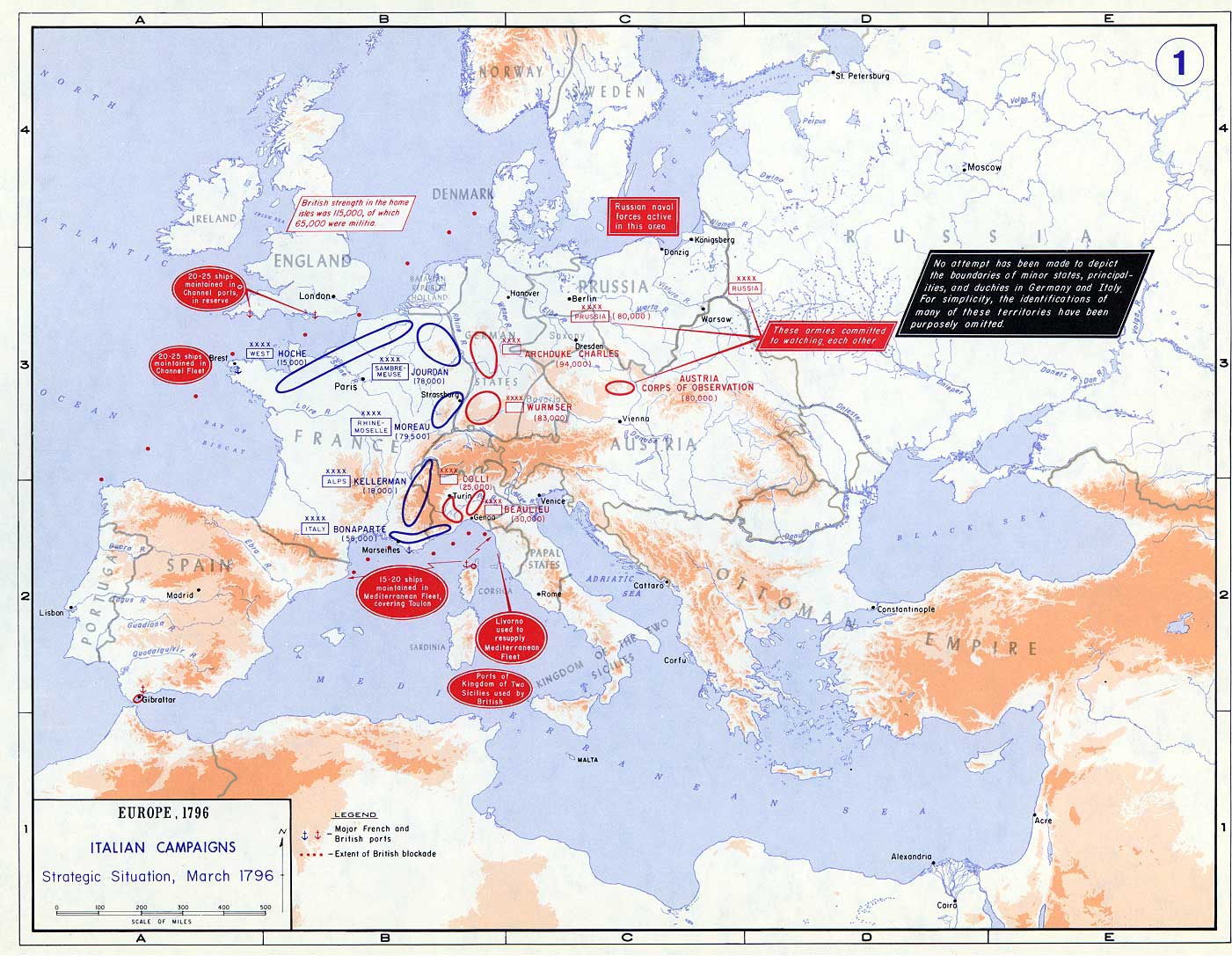
Situació estratègica d'Europa a principis de 1796.

Al començament de l'any 1796, la Coalició formada quatre anys abans contra la França revolucionària encara comptava amb Anglaterra, Àustria i Sardenya. Davant d'aquests poders, el Directori organitzà tres exèrcits principals:
- L'Exèrcit de Sambre i del Mosa, sota el comandament del general Jourdan, format per 78.000 homes.
- L'Exèrcit del Rin i del Mosela, sota el general Moreau, amb 79.500 homes.
- L'Exèrcit d'Itàlia sota el comandament del general Bonaparte, de 50.000 homes.

A més, es desplegaren dos exèrcits secundaris per fer front a les amenaces més passives:
- Davant dels sards, l'Exèrcit dels Alps del general Kellermann, de 18.000 homes.
- Davant dels anglesos, els chuans i els vandeans, l'Exèrcit de les costes de l'oceà del general Hoche, de 15.000 homes.[12]

Els seus respectius punts forts expliquen el pensament estratègic del Directori: Àustria havia de ser obligada a fer la pau per l'acció dels grans exèrcits dels generals general Jourdan i Moreau,mentre que l'exèrcit italià es va dotar més pobrament per un propòsit més limitat. contenir immediatament els sards, fixar les forces austríaques i evitar els intents anglesos de desembarcar a les costes de la Provença.

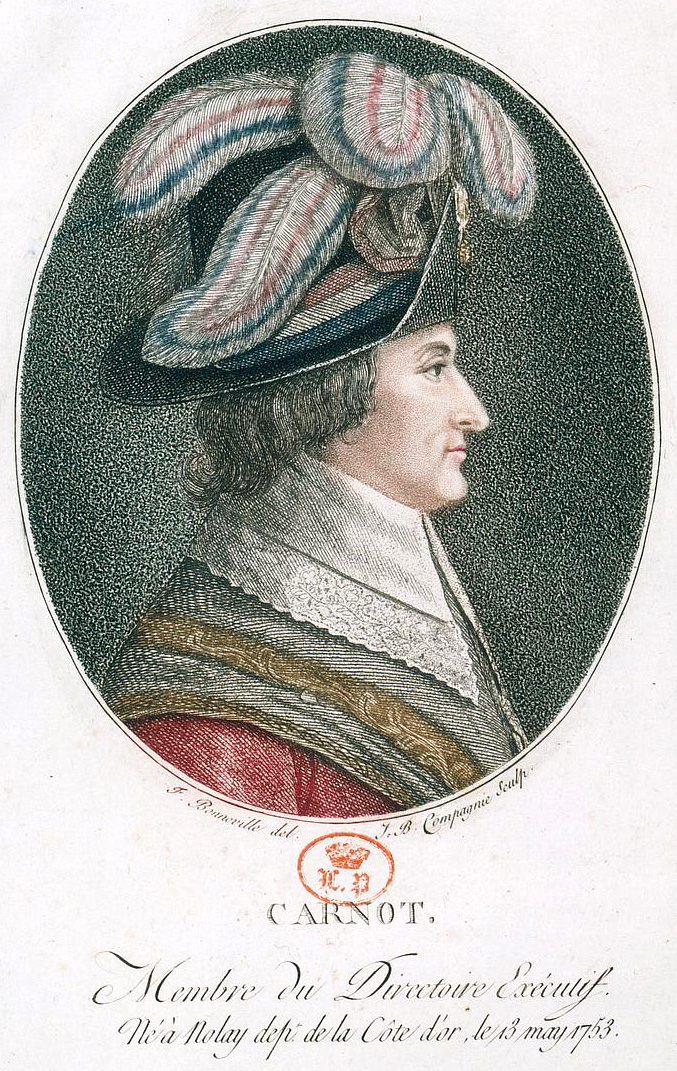
A càrrec dels assumptes militars, el director Lazare Carnot intentaria circumscriure a la península italiana l'escala estratègica del pla de Bonaparte.

#### Pla estratègic del general Bonaparte
El general Bonaparte tenia un pla ofensiu de llarga durada quan prengué el comandament de l'Exèrcit d'Itàlia. Després d'haver dirigit les operacions en aquell front el 1794, devia el seu nomenament del 1796 a les idees innovadores que havia desenvolupat per al front italià i la incessant promoció que feia tres anys. Desenvolupats en sis plans de campanya escrits entre maig de 1794 i gener de 1796, reprengué el següent enfocament: «Acceptar la pau amb el rei de Sardenya (Piemont), conquistar Llombardia, destruir la influència de la casa d'Àustria. Amo de Llombardia, apoderar-se de la gola de Trento, penetrar al Tirol, per reunir-se amb l'Exèrcit del Rin i forçar l'Emperador […] a concloure una pau que compleixi les expectatives d'Europa.». L'últim punt d'aquest pla, que consistia en marxar sobre Viena a través del Tirol per forçar l'Imperi a la pau, provocà l'oposició del director Carnot, d'una banda, perquè les preocupacions polítiques sobrepassaven les preocupacions d'un simple general, per contra, perquè la travessa del Tirol constituïa una veritable originalitat militar. Si semblava difícil que el director baixi als Alps orientals per sorgir en ple país enemic, Bonaparte coneix el possible fet pel desenvolupament de les comunicacions i l'alliberament dels exèrcits que van existir durant la segona meitat del segle xviii.

#### Pla estratègic del general Beaulieu

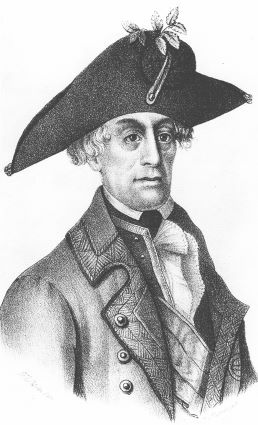
Centrat en Gènova, el general general austríac Beaulieu dispersà les seves forces i netejà el veritable eix estratègic de Carcare.

L'objectiu estratègic del general Beaulieu era al seu torn conduir als francesos de Ligúria, per enganxar les posicions de combat en les muntanyes que, de tenir èxit, fer preocupar-se els francesos de Provença. Per assolir aquest objectiu, el general Colli proposà a Beaulieu que reduís el dispositiu francès al seu centre de Loano, emprant els 38.000 homes disponibles en dues columnes des de Ceva i Cairo. Aquest atac prometia grans resultats, ja que permetia a la coalició aixafar l'ala dreta francesa i presentava poc risc mitjançant l'ús de forces combinades.
Beaulieu preferí restringir l'abast d'aquest moviment per envoltar només la brigada Cervoni aïllada a Voltri. Aquesta acció estava dissenyada per separar els francesos de Gènova, l'ocupació de la qual era temuda pels francesos; per unir l'exèrcit austríac amb la flota de l'almirall Jervis per tal de coordinar amb ell les operacions futures; per limitar els riscos atacant només una fracció de l'exèrcit francès. Beaulieu exagerà l'amenaça francesa a Gènova i la importància estratègica del seu aliat anglès; pel que feia al tercer objectiu, suposava un perill per a l'exèrcit de la coalició, ja que ampliant el front i difonent les forces austríaques, aquest moviment permetia precisament a l'enemic obtenir aquest compromís massiu que Beaulieu hauria pogut treure'n avantatge. Així, com assenyala Clausewitz: «Davant seu, representa a Bonaparte, ja que vam arribar a conèixer-lo des de llavors; francament, és bastant natural veure que aquest pobre atac contraposat al poder del seu oponent, i després conduiria a les complicacions més deplorables».

### El teatre

Situació política d'Itàlia a principis de 1796

Al final del segle xviii, Itàlia no és més que una "expressió geogràfica": la península es divideix en 10 estats independents, tots afiliats a la casa d'Àustria o la casa de Borbó. Es tracta d'un llarg període de pau, que va beneficiar de la seva economia, millorar els seus canals de comunicació i incrementà significativament la seva població. Ja en 1789, els líders conservadors d'aquestes monarquies temen amb ansietat la Revolució, els seus trastorns i les seves idees liberals. L'expansionisme francès també es temia històricament, les preocupacions es justificaren el 1791 per les annexions al Regne de França dels enclavaments papals d'Avinyó i del Comtat Venaissin, a més de Niça i Savoia l'any següent, possessions del rei de Sardenya. A més, els sacerdots emigrants francesos que anaven a aquesta península profundament catòlica crearien un considerable entusiasme en explicar la persecució. A principis de 1796, els estats italians estaven tots en òrbita de la Coalició i, principalment, hostils a la República francesa, encara que aquesta hostilitat s'estén per un espectre que va des de la neutralitat ambigua fins a la guerra oberta.
- El Regne de Nàpols, el més gran d'Itàlia, cobreix la meitat sud de la península i la gran illa de Sicília. Limita amb els Estats Pontificis al nord i està envoltat pel mar des de tots els altres costats. Té prop de si milions d'habitants, 400.000 a Nàpols i pot aixecar un exèrcit de 60.000 a 80.000 homes recolzats per una marina feble.[19] El seu rei Ferran IV és Borbó, i la seva esposa és la germana de Maria Antonieta, la reina de França guillotinada. El règim té, doncs, la Revolució Francesa com una abominació, però la seva llunyania limiten efectivament a l'esforç militar per enviar un cos de 2.000 genets del Piemont, que el Papa va concedir el dret de pas.[18]
- Els Estats Pontificis ocupen el centre d'Itàlia, vorejats al sud pel Regne de Nàpols, a l'oest amb el mar Tirrè i a l'est amb l'Adriàtic. Tenen 2.400.000 habitants, inclosos 140.000 a Roma, la capital. El papa pot posar sota les armes un exèrcit mediocre de 6 000 a 7 000 homes.[19] Home originalment liberal en política, Pius VI es va unir a la Coalició el març de 1793, incapaç d'acceptar la constitució civil del clergat, l'annexió d'Avinyó i el Comtat Venaissí., o els abusos perpetrats pels revolucionaris contra l'Església francesa. Si no és capaç d'unir-se als militars de la Coalició, s'associà per ser un dels pilars ideològics més virulentes, que encarna la lluita de l'Europa cristiana contra l'anticlericalisme de la Revolució.[18]
- El Gran Ducat de Toscana té una població d'1 milió, inclosos 80.000 a Florència, la seva capital. Gestionat per un arxiduc austríac que mantenia la neutralitat amb la República francesa, que reconeix,[20] és propietari del gran port de Liorna sobre el Tirrè.
- La República de Lucca, neutral, té 100.000 habitants.[19]
- El ducat de Mòdena té 350.000 habitants, inclosos 20.000 a Mòdena. Està gestionat pel últim descendent de l'antiga casa d'Este, doncs l'hereva està casada amb un arxiduc d'Àustria.[19] Pot posar sota armes uns 6.000 homes i mantenir la neutralitat amb França.[19]
- El Ducat de Parma, Piacenza i Guastalla té 250.000 habitants i té un exèrcit de 2.500 a 3.500 homes.[19] Es troba a l'òrbita d'Àustria i manté la neutralitat amb França.[21]
- La Llombardia austríaca, la regió més rica d'Itàlia, té 1,1 milions d'habitants, dels quals 30.000 viuen a Milà la capital, regida per un arxiduc en nom d'Àustria. Aquest poder manté un gran contingent per liderar la guerra contra França i protegir el seu accés al port neutral de Gènova al Mediterrani. La Llombardia té diverses fortaleses, inclosa les ciutadelles de Milà i Màntua.[22]
- La República de Gènova té 500.000 habitants, entre ells 120.000 a la ciutat de Gènova 19. Aquest estat marítim té 220 quilòmetres de costa i té la intenció de salvaguardar el seu comerç marítim mantenint la neutralitat amb els bel·ligerants, als quals presta diners. La gent dona suport a França, mentre que el govern i l'alta societat de la noblesa hi són hostils. Gènova pot posar 10.000 homes en armes que podria reforçar amb una lleva de masses.[20]
- La Sereníssima República de Venècia posseeix Friuli, Ístria veneciana i Dalmàcia (a la costa oriental de l'Adriàtic), així com les ciutats occidentals de Bèrgam, Brescia, Verona i Pàdua. Té 3.500.000 habitants, dels quals 140.000 a Venècia. Manté un exèrcit de més de 30.000 homes, recolzat per una poderosa flota naval i arsenal de construcció marítima.[22] Manté la neutralitat amb els bel·ligerants, però "odiava a tothom i tothom l'odiava":[21] No li agrada la França republicana, però està fora de lloc als teatres d'operacions i manté una important ambaixada a París, que espera garantir-ne la integritat si la guerra s'acosta a les seves fronteres. Recel·la més dels objectius expansionistes d'Àustria, sobretot perquè no podia evitar atorgar el dret de pas a les seves tropes.
- El regne de Sardenya, que té la seva capital a Torí, té 3 milions d' habitants, incloent el comtat de Niça, el ducat de Savoia i la gran illa de Sardenya. El rei Víctor Amadeu III manté un exèrcit de 25.000 homes en temps de pau, que pot duplicar en temps de guerra.[22] Compromès des de 1792 a la Coalició contra la França revolucionària, va haver-se de retirar successivament de Saboia i Niça abans que el front es fixés als Alps el 1794.. Finançat per Anglaterra, és mantinguda en la Coalició per la proximitat de l'exèrcit austríac, que aquest exèrcit a Llombardia va prohibir la seva deserció.[20]

Només Sardenya, Àustria (Llombardia) i Sicília són, per tant, en guerra contra França, potències que estan associades als Estats Pontificis, sense voler militar: la pau no s'ha signat després de l'annexió de Avinyó, però el Papa no té exèrcit i tem d'una invasió francesa a Itàlia. Els números insignificants dels estats petits estan pressionant per mantenir la neutralitat d'Àustria a la que estan afiliats. Venècia i Gènova són les potències mitjanes que romanen neutrals malgrat la presència en ells d'una força militar. Cal afegir Còrsega a aquests estats italians:L'oponent insular de Bonaparte, és de facto en guerra contra França que havia expulsat de l'illa. Finalment, la participació marginal de Anglaterra, absent de la península, però en guerra contra França des de 1793, serà principalment a través de la flota de l'almirall Nelson que gaudeix de Còrsega i els ports italians.

### Situació militar als Apenins

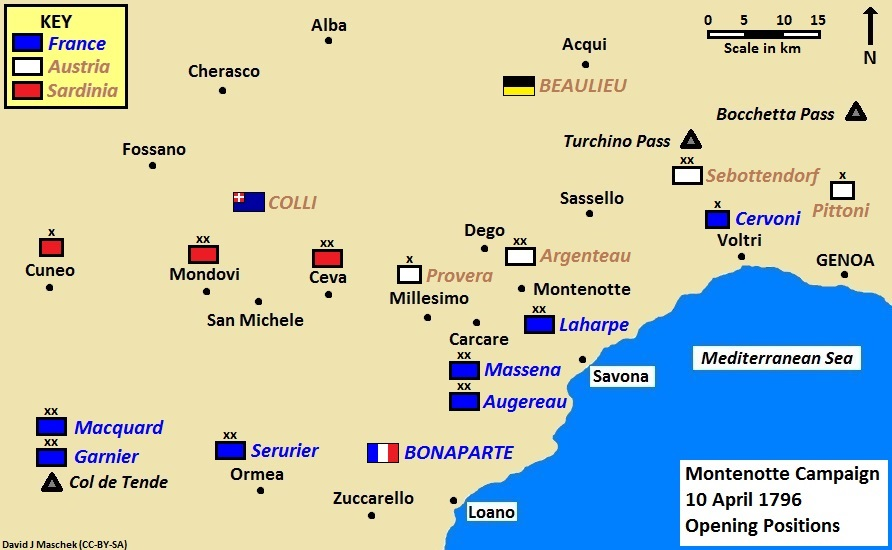
Posicions d'obertura de la campanya italiana.

Nomenat el 2 de març al capdavant de l'Exèrcit d'Itàlia, el nou general en cap Napoleó Bonaparte arriba a Niça el 27 de març de 1796. El seu nomenament és una continuació lògica del seu viatge personal: va comandar, el 1794, l'artilleria d'aquest exèrcit, abans de ser cridat a París per redactar les instruccions del Comitè de Salvació Pública i del Directori als generals al front italià, lloc en què podrà fer que prevalguin les seves idees innovadores sobre la campanya al Piemont. No obstant això, mai no va manar una divisió pròpia, i la seva experiència militar es limita a la direcció de l'artilleria al setge de Toló (1793) i la repressió de la insurrecció reialista del 13 de Vendemiari (1795). Inicialment, el nomenament d'un general d'origen cors de 26 anys en aquesta important posició no és gaire acceptat pel personal de l'exèrcit, però Bonaparte es posa com a mestre als seus generals des del primer moment.
El cos de cavalleria, dirigit pel general Henri Stengel, reuneix dues divisions a Loano, comandades respectivament per Stengel i el general Kilmaine.
La avantguarda del cos del general André Masséna inclou les divisions 1a i 2a, comandades pels generals, respectivament Amédée Emmanuel François Laharpe i Jean-Baptiste Meynier. S'estén al llarg de la costa des de Savone à Loano, i cada divisió vetlla per avantatges sobre la carena dels Apenins.
La 3a Divisió del General Pierre Augereau ocupa els voltants d'Albenga.
La 4a Divisió del general Jean-Mathieu-Philibert Sérurier és cap a Ormea.
Les divisions 5a i 6a, comanades pels generals François Macquarts i Pierre Dominique Garnier, tenen amb 6.200 homes al Coll de Tende en el camí a Niça.
Finalment, lês disions 7a, 8a i 9a dels generals Mouret, Casabianca i Casalta disposen de 9.000 homes mediocres per vigilar la costa a Toulon .

L'Éstat-major de l'Exèrcit d'Itàlia durant la campanya. Al centre, Berthier i els tres grans divisionaris.
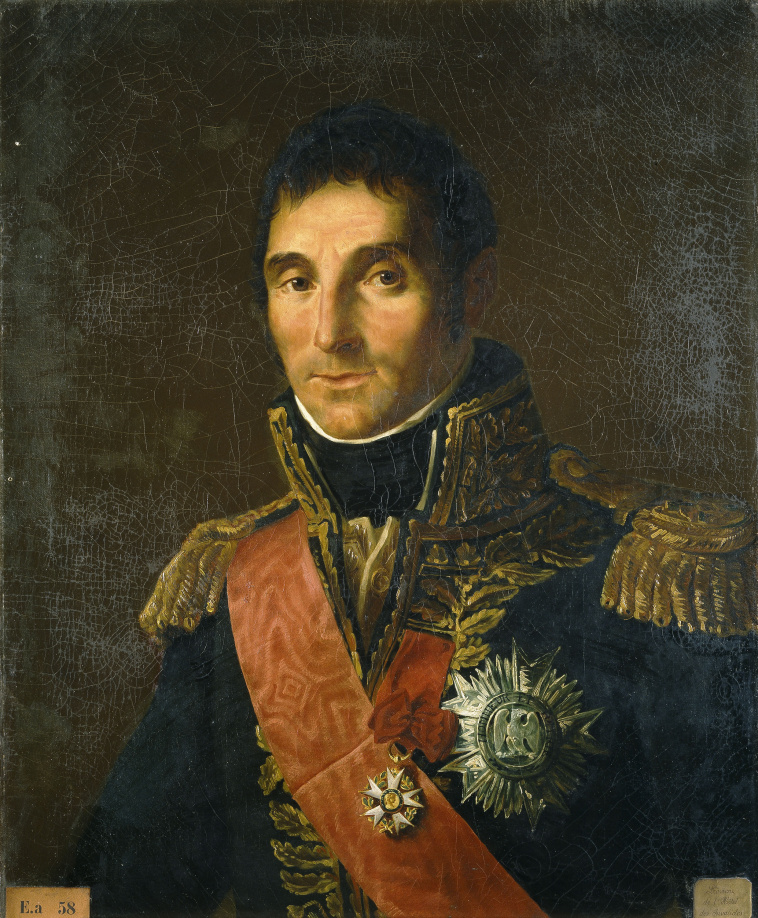
André Masséna (1756-1817), gran divisionari.
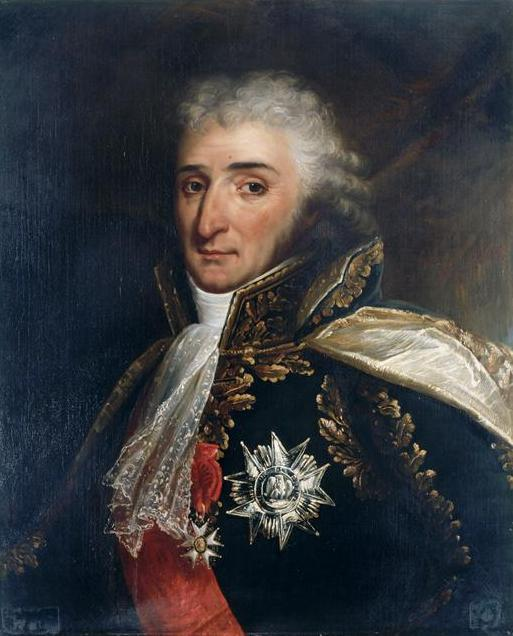
Pierre Augereau (1757-1816), gran divisionari.
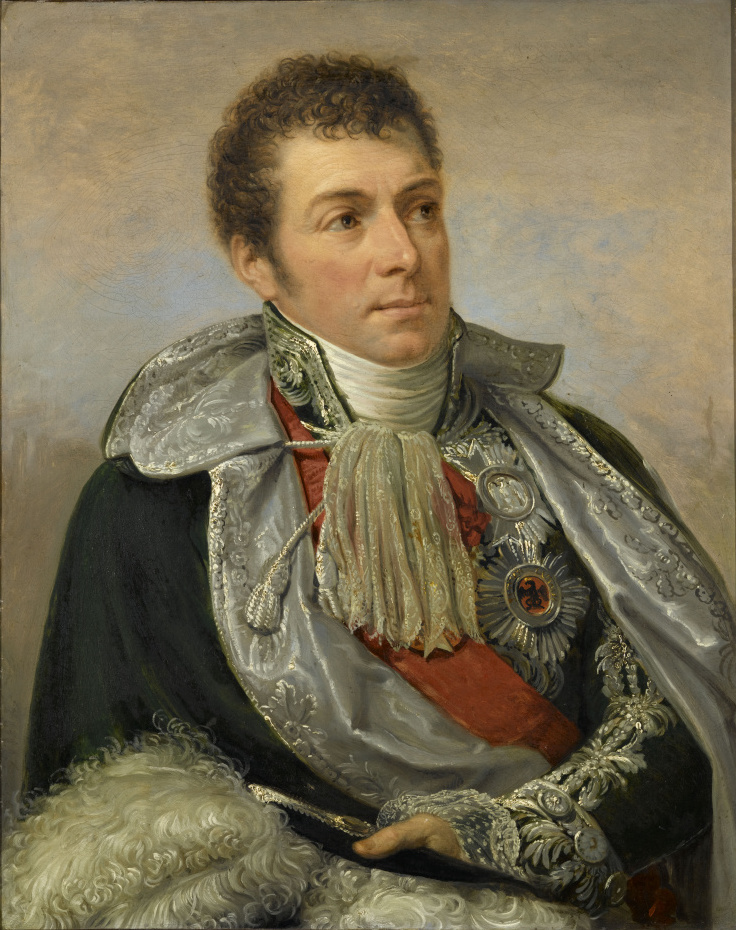
Louis-Alexandre Berthier (1753-1815), cap de l'Estat Major general.
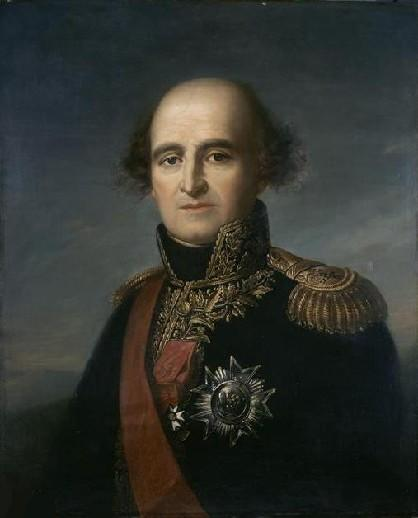
Jean-Mathieu-Philibert Sérurier (1742-1819), gran divisionari.
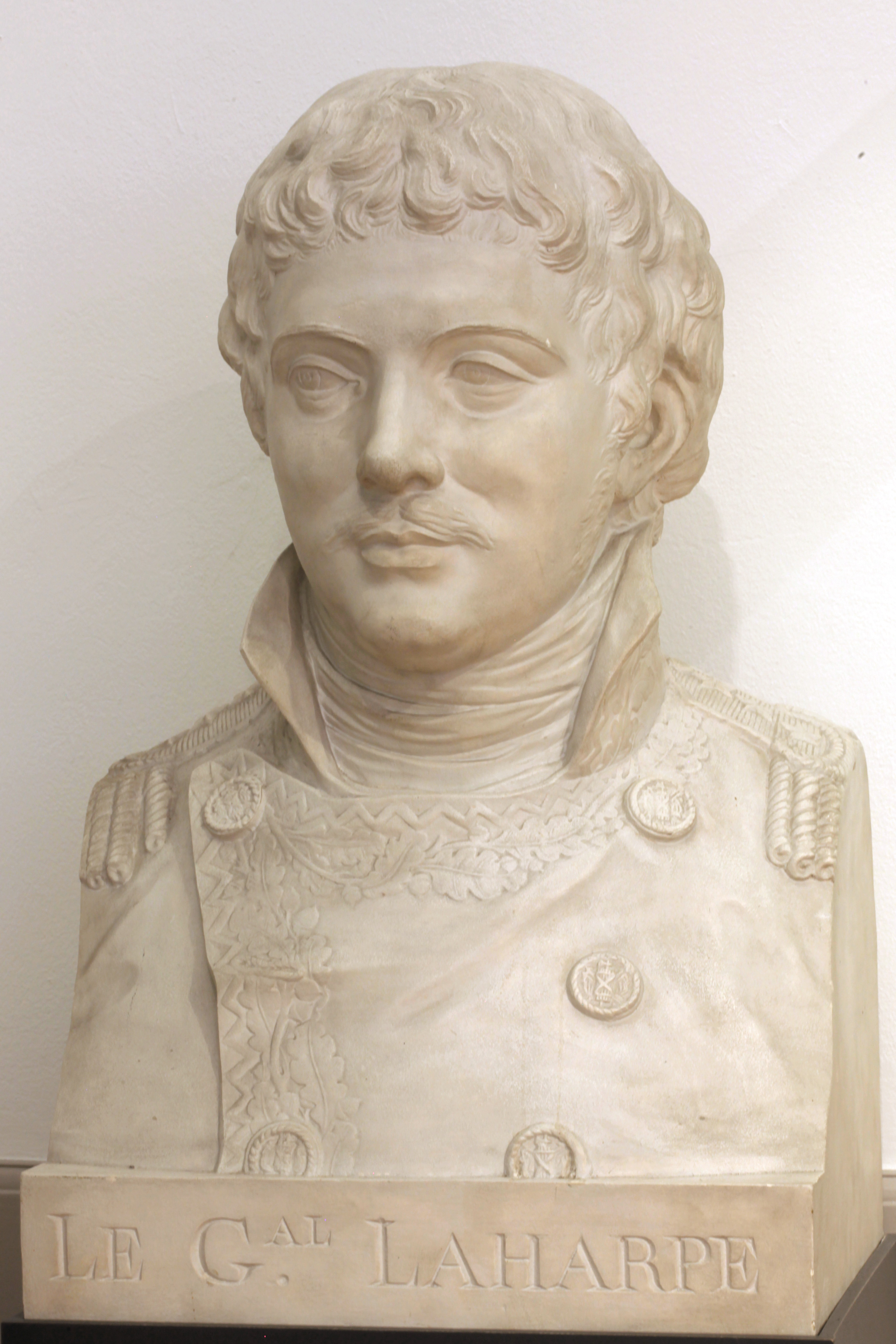
Amédée Laharpe † (1754-1796), general de divisió, caigut després de la travessa del Po à Piacenza.

## La guerra esclata: l'ofensiva de Bonaparte (24 al 31 de maig de 1796)

### Eliminació de Sardenya

#### La batalla de Voltri

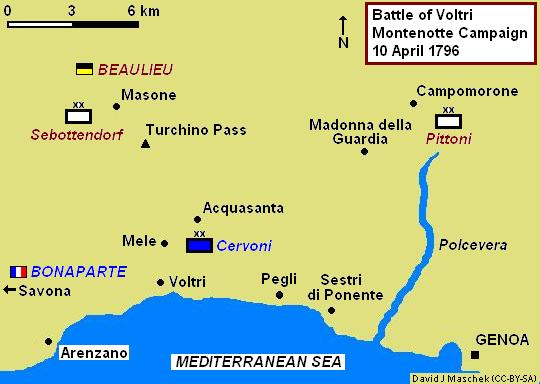
Enviada a Voltri, la brigada Pijon/Cervoni atrau a tota la dreta de Beaulieu a la plana de Gènova abans de retirar-se hàbilment cap a Savona combatent.

A finals de març, el comissari Salicetti no va obtenir un préstec de la República de Gènova i va demanar al major-general Schérer que enviés un destacament per intimidar les autoritats d'aquesta ciutat neutral. El 24 de març, el general de brigada Pijon deixa Savona amb duess mitges-brigades (3.000 homes) de la Divisió Laharpe, direcció Voltri en els suburbis de Gènova.
Informat tres dies més tard, Beaulieu va seguir aquest moviment per avisar d'una marxa de tot l'Exèrcit d'Itàlia a Gènova. Atorga importància a la defensa d'aquest port neutre, menys per la preocupació per la integritat territorial de la ciutat que per garantir les seves comunicacions amb la flota anglesa de Nelson. El moviment de Pijon crea una debilitat en les posicions franceses, que s'estén des de 45 quilòmetres cap a l'est exposant una unitat de moment aïllada. Convençut de la importància de Gènova com a part estratègica de la propera campanya, el general austríac decideix situar les seves forces a aquest eix i espera tancar i reduir el destacament francès. El 31 de març va ordenar al general Pittoni creuar el pas de Bochetta per arribar a Voltri davant de la brigada de Pijon. Al centre, el general Sebottendorf va haver de baixar del pas de Turchino per recuperar-lo, mentre que a l'ala dreta austríaca el general Argenteau havia de passar de Montenotte a la costa, per tal d'evitar-ne l'avanç. de la resta de les tropes republicanes. Pittoni pren una setmana per arribar al passi de Bochetta, però és prou aviat per permetre a Beaulieu prendre la iniciativa.
En arribar a Niça el 27 de març, Bonaparte no està content amb aquesta acció improvisada cap a Gènova i ordrena que se suspengui l'endemà, abans de decidir-se a mantenir la posició. De fet, l'obsessió dels austríacs per la defensa d'una ciutat no realment amenaçada és menys una amenaça per a les seves tropes avançades que una oportunitat: Beaulieu se centra en l'eix estratègic de Gènova, mentre que fins i tot es proposa atacar més a l'oest sobre l'eix Savona-Carcare per tallar en dos el dispositiu oposat. El 2 d'abril, Bonaparte abandona Niça per dirigir-se a Albenga, amb la intenció de fer el seu moviment ofensiu el 15. Malalt, Pijon és al seu torn substituït pel general Jean-Baptiste Cervoni.
El 10 d'abril, Pittoni contacta Cervoni a Voltri en la primera lluita de la campanya. Davant de només 8.000 homes que s'hi oposen, el general francès resisteix vigorosament reculant cap a Savona: «mal organitzat, mal coordinat i mobilitzant un nombre sorprenentment petit de tropes», l'atac no aconsegueix esclafar la brigada francesa, que executa la retirada deixant enrere uns 200 homes, que és un resultat dolent per als austríacs. Beaulieu es posa en contacte amb Nelson a la nit i no persegueix Cervoni a l'oest per començar a transferir les seves unitats a la seva ala dreta a través de carreteres difícils.

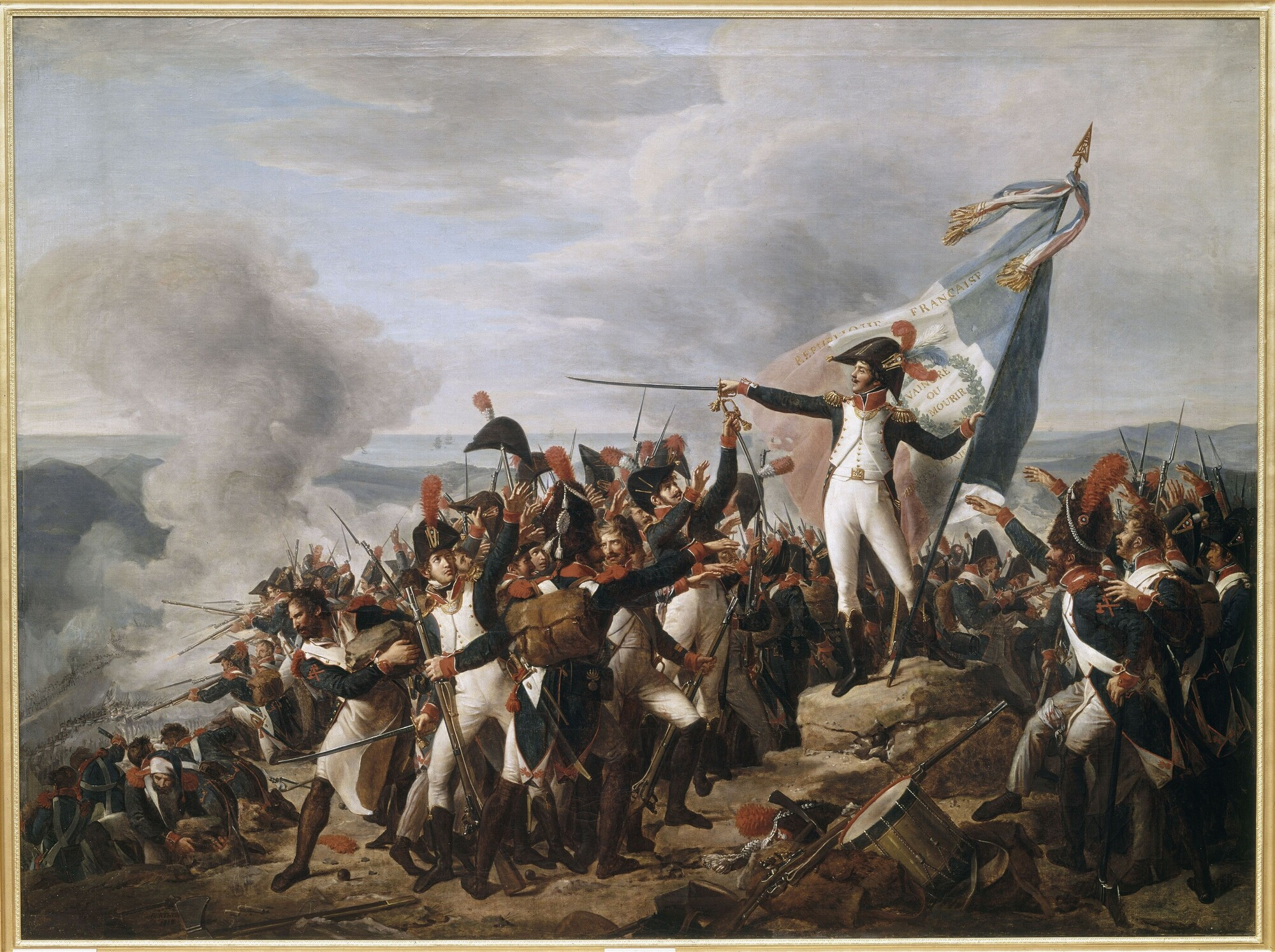
La resistència dels 2.000 homes del general Rampon davant Argenteau va donar a Augereau i Masséna temps per embolicar i reduir el general austríac a Montenotte.

#### La batalla de Montenotte
Argenteau, la segona pinça, va rebre les seves últimes comandes i acaba de començar a marxar des de Montenotte cap a la costa. La seva divisió no anava a anar molt lluny, ja que es reunia amb les avantguardes francesos, en la persona del general Rampon i s'enganxava als contraforts de Montelegino, que corre des de Montenotte a Savona .
La batalla de Montenotte és la primera victòria tàctica del general Bonaparte a la campanya italiana. Argenteau elimina les restes de les seves tropes fins a Acqui i envia un informe alarmant on anuncia que el seu cos està «gairebé totalment destruït». Estratègicament, Bonaparte aconsegueix la posició central que volia ocupar entre els seus dos oponents a Carcare, i ha separat definitivament els austríacs de Sardis: aquest últim, que va ser provat seriosament sobre el pla tàctic, ara ha de fer un desviament de 70 quilòmetres a fi d'ajudar els seus aliats. Des d'aquesta posició, Bonaparte pot involucrar a cadascun dels seus dos oponents, en dos fronts al mateix temps: a l'est cap a Dego els austríacs d'Argenteau, per explotar el seu avantatge moral, per accentuar la separació entre els dos aliats i evitar un fort retorn de les tropes austríaques a la seva dreta; a l'oest cap a Millesimo, els sards del general Colli-Marchi i el cos d'enllaç de Provera, per tal de reduir els exèrcits sards i forçar un dels bel·ligerants a deixar les armes.

#### Batalla de Millesimo / Cosseria

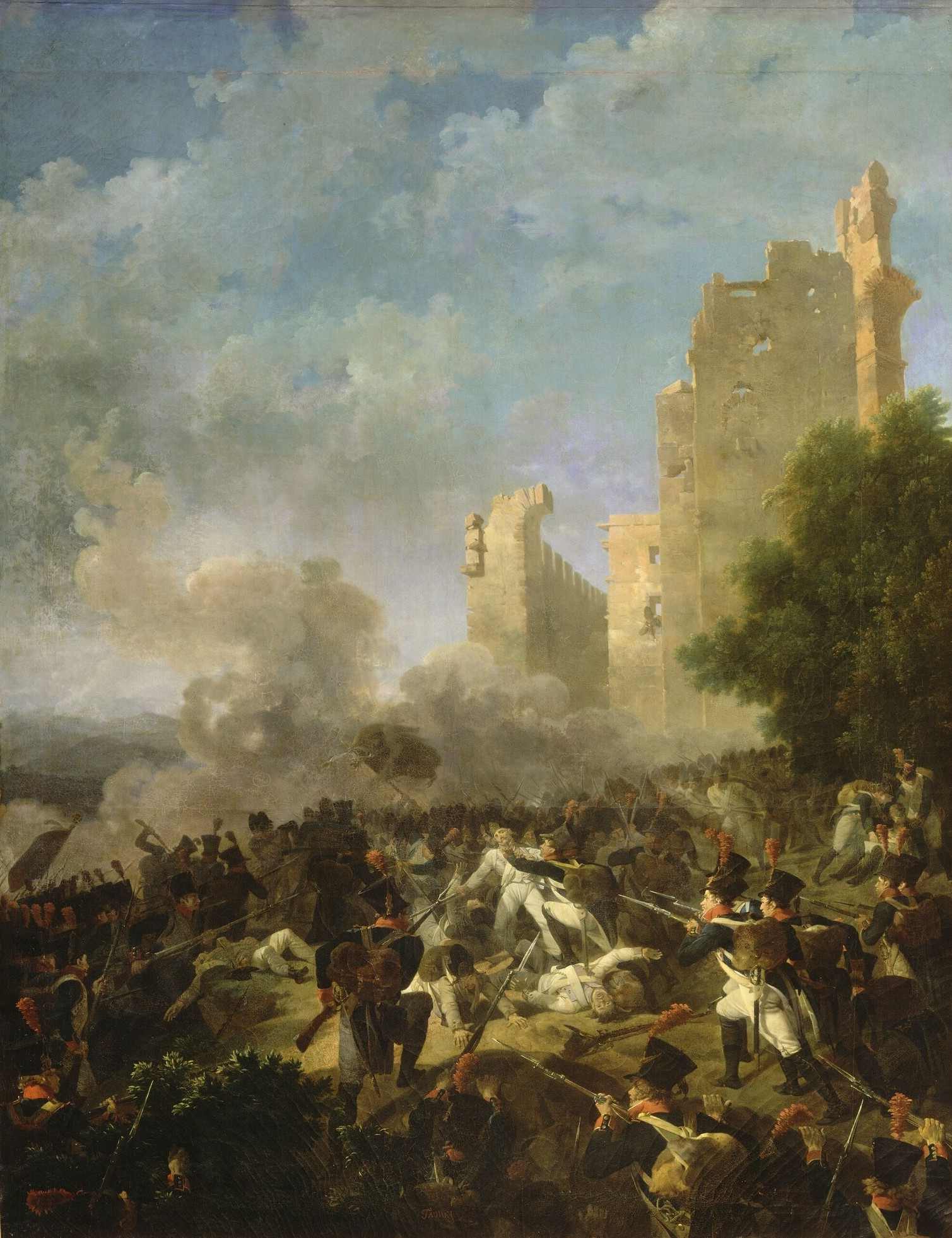
La batalla de Millesimo / Cossaria, el 13 d'abril de 1796.

Malgrat una marxa forçada de dotze hores, la divisió Augereau va arribar a Carcare tan sols a la tarda i no va poder perseguir als fugitius austríacs a causa de la nit.
La principal dificultat de la campanya va consistir en la disjunció dels exèrcits de Sardenya i d'Àustria amb 70.000 homes junts; el primera comandat per Giovanni Provera i Colli, i l'altre per Von Beaulieu i Argenteau. Aquest objectiu s'aconsegueix mitjançant una maniobra intel·ligent i inesperat: Napoleó Bonaparte inferior en primer lloc amb tota la seva força a Argenteau que va manar el centre de l'enemic situat a Montenotte el 12 d'abril (victòries dels generals Masséna i Laharpe sobre Argenteau successivament), i el rebutja en Dego i Sassello. Per separar-los, destrueix l'exèrcit enemic a la batalla de Millesimo el 13 (victòria d'Augereau sobre el cos de Provera). Beaulieu, veient el centre de la catàstrofe, es retira precipitadament a Acqui. Provera és fet presoner a Cosseria .

#### Batalles de Dego
Napoleó Bonaparte s'esforça per evitar la reunió dels exèrcits austríacs i sards. La presa de la posició de Dego pels francesos, els permetria controlar l'única via per la qual es podrien unir els dos exèrcits. Els dies 14 i 15 d'abril, els francesos prenen i mantenen el control d'aquesta posició.

#### Combat de Pedaggera: des de la banda esquerra del camp atrinxerat de Ceva
El 15 d'abril, Augereau ocupa la zona de Montezemolo evacuada a la nit pels austríacs.
El 16 d'abril, Colli va evacuar les seves tropes de la ciutat de Ceva, sota la fortalesa, i des del campament arrelat que va establir sobre aquestes altures. Augereau va al campament atrinxerat de Ceva i inicia el combat a l'esquerra. Després d'unes hores de lluita, es veu obligat a retirar-se. La 84a Mitja Brigada del general Dommartin, es porta als turons enfront dels reductes on dona suport a la retirada de les tropes comandades pel general Joubert. Hi ha molts morts i ferits.
Assabentat d'aquest fracàs de la nit del 16 al 17, però tranquil·litzat pels seus reconeixements al costat austríac, Bonaparte transporta la seva seu de Carcare a Millesimo i prescriu una sèrie de comandes: «Laharpe rellevarà a Dego de la divisió Massena. Massena marxarà a Montbarcaro. Dujard prepararà les bateries al setge de Ceva .»
Al mateix temps, tement haver de tallar la seva línia de retirada, Colli ordena la retirada; «a l'esquerra (el cos de Brempt) seguirem la carretera de Mulazzano i Dogliani fins a Narzolle. El centre agafarà la carretera cap a Castellino i ocuparà les ribes del Tanaro que formaran l'esquerra de la nova línia de defensa de Sant Miquel. La dreta seguirà la carretera de Lesegno.»

#### Combats de Sant Miquel de Mondovi
La batalla de San Michele té lloc el 19 d'abril de 1796 a San Michele Mondovì, al Piemont, i enfronta a la divisió francesa del general Jean Mathieu Philibert Sérurier a un cos sard comandat pel general Jean-Gaspard Dichat. El xoc finalitza amb una victòria sarda.

#### Batalla de Mondovi
La batalla de Mondovi va tenir lloc el 21 de d'abril de 1796 entre l'exèrcit francès de Napoleó, contra les restes de les tropes del Regne de Sardenya ja derrotes en batalles anteriors de Montenotte, Millesimo i Dego sota el comandament del general Colli.

#### Resultats
Els sards, derrotats a Mondovi el 21 d'abril (3 Floreal) (victòria de Bonaparte sobre el baró Colli-Marchi), expulsat de Ceva, fuig per la ruta de Torí.
Aquestes diverses batalles que van durar 6 dies, resultant la presa de quaranta peces d'artilleria, deixar fora de combat 12.000 austríacs, la possessió de les fortaleses de Coni, de Ceva, de Tortonel, d'Alexandria: l'ocupació gairebé total del Piemonte, evacuat pels austríacs; que obligà al rei de Sardenya a buscar la pau amb el govern de la primera República Francesa. Els sards, espantats, va buscar un armistici el 26 d'abril (7 Floreal), que es va signar a Cherasco.

### Maniobra de Lodi
L'armistici de Cherasco posa les forces sardes fora de joc només pel temps necessari perquè el text arribi a París, per ser discutit i retornat amb la decisió del Directori, és a dir entre 25 dies i un mes. Si les condicions de pau proposades per la capital es consideren massa dures a Torí, els sards podrien prendre les armes contra França si l'exèrcit austríac encara els pot donar suport. El repte de la campanya és, per tant, l'aïllament estratègic dels sards: l'objectiu del general Beaulieu és evitar-ho mantenint-se a la Llombardia austríaca, donant l'oportunitat al seu antic aliat de reprendre la lluita al seu costat, o fins i tot de forçar-lo a entrar a la Coalició. Per contra, l'objectiu del general Bonaparte és expulsar els austríacs de Llombardia, la qual cosa obligarà l'aïllat rei de Sardenya a acceptar les condicions de pau del Directori, tan pesades com siguin, i deixarà definitivament a aquest actor de conflicte .
Després de les seves derrotes a Montenotte i Dego, els austríacs es van retirar més enllà del Po, al punt de pas de Valenza. Aquesta posició, que assegura la defensa de Llombardia mitjançant l'establiment de successives línies de resistència al Po i als seus afluents (l'Agogna, el Terdoppio i el riu Ticino), compleix les condicions específiques de l'objectiu de Beaulieu. L'atac frontal cap a Valenzal es tropes franceses apareixen llavors com una acció esperada, contra el terreny, costosa en homes i en temps, que no constitueix una resposta efectiva a la situació estratègica del general Bonaparte. S'imagina substituir-la per una maniobra en la part posterior de l'enemic, que creuant el Po per sorpresa a Placentia, gira el dispositiu austríac i no troba cap obstacle a la carretera de Milà.
- El resultat mínim d'aquesta maniobra és la "retirada" de Beaulieu : per arribar-hi, a Bonaparte només li cal suspendre el pas del Po a Piacenza, acció assolible a causa que des de Valenza a Plaisance, Beaulieu té 34 llegües per davant, contra les 24 llegües de l'avantguarda francesa a Tortona. Amenaçat per l'esquena, el general austríac només podrà retrocedir cap als francesos, ja sigui per enfrontar-s'hi en una posició de debilitat o, més aviat, per tornar a l'Adda cap a Mantuan.. Garantint l'evacuació pels austríacs de Llombardia, el mínim resultat de la maniobra arriba immediatament a l'objectiu estratègic de Bonaparte .
- El resultat màxim és la captura de Beaulieu : s'assolirà si l'exèrcit francès aconsegueix interceptar les línies de la retirada austríaca on travessen l'Adda, és a dir, Cassano i Lodi. Allunyat dels seus magatzems, Beaulieu es veurà reduït a rendir-se o a forçar el pas a l'exèrcit francès en una situació inversa on els francesos ocupen posicions de major valor estratègic.

L'execució d'aquesta maniobra comença amb l'armistici de Cherasco: en una clàusula secreta que sospita que serà divulgada als austríacs, a Bonaparte se li concedeix el pas lliure del Po al punt de Valenza. Es tracta d'un simulacre que pretén empènyer l'enemic a mantenir les seves forces al voltant d'aquesta ciutat, l'hora de l'exèrcit francès de sorprendre el pas del Po de Plaisance per després posicionar-se sobre l'Adda per tallar la retirada austríaca. Beaulieu a Valenza amb només 24 llegües per arribar a Lodi, contra les 32 per a l'avantguarda francesa a Tortone, és crucial per a l'èxit de la maniobra francesa que l'exèrcit austríac comença a córrer massa tard per disputar amb els francesos el pas del Po Plaisance, o fins i tot els Adda a Lodi i Cassano.
El 4 de maig trobem l'exèrcit francès a les ubicacions següents:
- Serurier a Alexandria i Valenza;
- Massena a Tortona i Venda;
- Augereau a Castellania;
- Laharpe a Voghera.

Els cossos d'elit, sota el comandament de Dallemagne i la missió de la qual és crear un cap de pont més enllà del Po a Plaisance, format per quatre batallons de granaders junts i dos batallons de carabiners a l'avantguarda de Casteggio.
El 6 de maig, Bonaparte, al capdavant del cos d'elit, es precipitar a marxes forçades cap a Placentia. Seguit per tota la cavalleria, arriben l'endemà al voltant de les set del matí. Bonaparte va anar a la vora del Po, on va romandre fins que es va fer el pas i l'avantguarda a la riba esquerra. Estem reunint els vaixells per dirigir les primeres tropes a l'altre banc, mentre que Andréossy organitza un pont volador per on poden passar 500 homes o 50 cavalls en cada viatge. Lannes és el primer a creuar. Augereau va arribar a 6 km a l'oest de Laharpe. Va capturar una barcassa i va passar pel Po. Capa Masséna a Voghera a 60 km de Plaisance.
El 6 de maig, Lippey va informar a Beaulieu, de Pavia, de la marxa cap a Placentia de Laharpe, i va navegar immediatament cap a Belgiojoso amb Schubirz, Pittoni i set batallons i dotze esquadrons. Sebottendorf va romandre a Pavia amb sis batallons i sis esquadrons per evacuar els magatzems. Wukassovich segueix a l'exèrcit principal darrere del Terdoppio. Beaulieu envia al coronel Wetzel tres batallons per reforçar Liptay en el camí cap a Corteolona.

#### Combats de Guardamiglio
El matí del 7 de maig, el destacament de reconeixement de Liptay (150 cavalls del regiment napolità Regina) s'aferra als 500 primers homes que van desembarcar. Desplegats darrere del sòl ascendent i a les màquies, els granaders van patir el foc sostingut dels dragons durant uns minuts. Però es van retirar a Sant Rocco i més enllà de Guardamiglio.
Liptay s'assabenta camí de Lombro, que el pas ha començat; pressiona la seva marxa; a Guarda-Miglio, a 2 llegües del punt de pas en direcció a Casal-Pusterlengo, gira sobre la punta dels francesos; per una lluita ferotge que només acaba a la nit, els empeny cap al riu. El general Liptay tem que compleixi massa tropes i es retiri de nit a Fombio.
Tota la nit passa la divisió Laharpe i està fortificada a la riba esquerra. L'exèrcit continuarà creuant el Po tot el dia el 8 de maig.

#### Combats de Fombio
El 8 de maig, cap a les 1 del matí, Bonaparte va llançar 3 columnes contra Liptay; dos d'elles el van tallar a Beaulieu i Casal Pusterlengo, d'una banda, Codogno i Pizzighettone de l'altra, mentre que el tercer l'atacava des del front. Després d'una dura lluita, el cos de Liptay es dissol gairebé completament (pèrdua de 600 homes). Tres batallons han estat tan malmesos en la lluita que han de retirar-se a Lodi; s'envien 3 batallons i 5 esquadrons en execució d'ordres anteriors al Casal Maggiore, on la carretera de Mantua a Parma travessa el Po; Liptay, que s'ha retirat a Pizzighettone, conserva 2 batallons i 3 esquadrons .
Laharpe segueix cap a Codogno; Dallemagne amb granaders a Pizzighettone; Bonaparte torna a Plaisance.
Beaulieu, després d'unir-se a Wetzel, va arribar a Ospedaletto, l'avantguarda (Schubirtz) es troba a Casalpusterlengo. Al vespre sap que Liptay ha estat batut i va decidir fer el seu camí cap a ell l'endemà al matí.

#### Combats de Codogno
El tinent coronel Fardella, que dirigia el regiment de cavalleria del rei napolità, va proposar a Schübirz una ofensiva nocturna sorprenent a Codogno, a 5 quilòmetres de distància, aprofitant l'excel·lent coneixement que els dragons tenien del país on havien fet vivac. El general austríac el va autoritzar, però no va poder donar-li el suport dels dos batallons d'infanteria que tenia, esgotats per la marxa del dia.
La nit no tenia lluna, però la silueta dels edificis era visible amb les estrelles. L'operació va començar a mitjanit. Schubirtz va fer envoltar Codogno el 1r i el 2n esquadró, Fardella es va llançar amb el 3r contra el poble.
Amb sorpresa, en minuts els dragonss van prendre els dos canons a l'entrada del país i tornant a lloc al galop, bolcant munts d'armes dels llocs d'avançada de la 32a Mitja-brigada, i sabent que els que corrient a reugiar-se sota els pòrtics i disparar contra les finestres dels edificis.
Al mateix temps, els altres dos esquadrons també van entrar en acció, després d'haver bolcat altres dos canons a la rasa i, finalment, van acabar embotellats als carrerons estrets, on es van contenir fàcilment per la reacció francesa.
Laharpe, que sopava amb l'ajut del campament de Lahoz i Landrieux, va córrer cap a la plaça cridant "França! França!".
Els napolitans van ser incapaços de prendre el poble, i va haver de retirar-se al matí, coberts pel 4t Esquadró, el seu punt de partida Casalpusterlengo. En la breu acció, havien perdut 15 presoners, més 12 ferits i contussionats. Segons la versió oficial, acreditada per Bonaparte, en la foscor i la confusió, Laharpe no va ser reconegut i va morir a causa d'un projectil francès.
Bonaparte va deixar el seu exèrcit immòbil el dia 9. No tenia pont sobre el Po; era només el dia 10, i sempre estava ocupat enviant el Po a les seves tropes.
Mesnard substitueix a Laharpe.
Mentrestant, Beaulieu va arribar al pont de Lodi amb els seus propis destacaments i es va unir a ell per aquest pont, Sebottendorf i Wukassovich.

#### Batalla del pont de Lodi

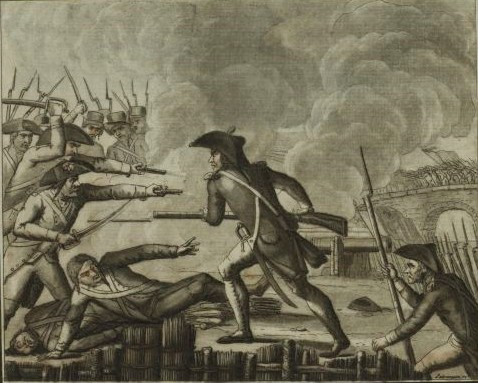
Batalla del pont de Lodi, (Museu de la Revolució Francesa).

El 10 de maig, Bonaparte va sortir cap a Lodi al capdavant dels granaders i seguit per la divisió de Masséna; Augereau va quedar una mica enrere, Menard a Pizzighettone; Serurier va marxar per prendre Pavia i d'allà s'havia de dirigir a Milà. Bonaparte volia travessar l'Adda a Lodi i calia conservar el pont intacte per perseguir l'exèrcit austríac de Beaulieu, que retornava a Màntua.
Els austríacs van intentar destruir el pont però els francesos van aturar-los a trets. Hauria d'haver estat fàcil evitar el creuament francès perquè el pont era de fusta i podria haver estat cremat. L'avantguarda francesa no era prou forta per intentar creuar el pont i van esperar l'arribada de l'artilleria a la tarda. Els canons pesats es van posicionar i disparar a través del riu. Després de bombardejar les posicions austríaques durant diverses hores, cap a les 6 de la tarda els francesos es van preparar per atacar. La cavalleria de Marc Antoine de Beaumont va ser enviada a creuar riu amunt mentre el 2n batalló de carrabiners es preparava dins les muralles de la ciutat per a un assalt al mateix pont. Els carrabiners van sortir de les portes i van sortir al pont. Mentre la columna francesa avançava pel pont, uns carrabiners francesos van baixar per les piles del pont i van travessar el riu disparant i es va produir una retirada precipitada austríaca cap a Crema, tot i que algunes unitats van mantenir una acció de rereguarda.

### Maniobra de Castelnovo
Però el projecte de portar la guerra a Alemanya pel Tirol, que és encara la idea dominant de Bonaparte, no es pot dur a terme de manera segura mentre la fortalesa de Mantua sigui al poder de l'enemic. La següent fase de la guerra tindrà lloc al voltant de Mantua.
El general fa els seus arranjaments per executar els plans que ha combinat i l'èxit sembla tan segur que escriu al director Carnot
El Directori va prendre la determinació de no deixar-lo com a únic àrbitre de la guerra i la pau: mentre el felicitava per la seva conquesta del Piemont, li va donar les gràcies per haver deixat al comissari civil, Christophe Saliceti, a la cura dels preliminars per la pau.
Bonaparte va aprendre al mateix temps que hi havia un pla per dividir el comandament de l'Exèrcit d'Itàlia entre ell i el general Francois Christophe Kellermann. Aquesta notícia el va afectar de manera singular. Escriu al Directori:
«He fet la campanya sense consultar a ningú; no hauria fet res de bo si hagués estat necessari reconciliar-me amb la manera de veure un altre. Si m'imposen tot tipus d'obstacles, si he de referir-me a tots els meus passos als comissaris del govern, si tenen el dret de canviar els meus moviments, de privar-me o d'enviar-me tropes, no espereu res de bo. Si debiliteu els vostres mitjans compartint les vostres forces, si trenqueu el pensament militar a Itàlia, us dic que amb tristesa, haureu perdut la major oportunitat d'imposar lleis a Itàlia. Tothom té la seva pròpia manera de fer la guerra: el general Kellermann té més experiència i ho farà millor que jo; però junts ho farem molt malament. Em sembla que necessiteu molt de coratge per escriure aquesta carta; però será més senzill acusar-me d'ambició i d'orgull.»
També va escriure confidencialment al director Carnot:
«Crec que unir Kellermann i a mi a Itàlia és perdre-ho tot: no puc servir de bon grat amb un home que es creu el primer general d'Europa; i, a més, crec que un mal general és millor que dos bons. La guerra és com el govern, és una qüestió de tacte.»
André Massena s'apodera de Milà i Bonaparte va fer la seva entrada solemne l'endemà; i aquest mateix dia, signat a París, un tractat de pau pel qual el ducat de Savoia, Tende, el comtat de Niça i altres llocs, deixen rei de Sardenya i passen sota el domini de França.
Pocs dies després, el Directori, cedint a les autoritats de Bonaparte, abandonat a ell sense compartir la conducta dels afers d'Itàlia.
A partir d'aquest moment data l'alta influència que Bonaparte exercirà sobre els assumptes, tant civils com militars de Milà, que ocupa com a sobirà. Persegueix l'execució de les clàusules acordades amb Sardenya, conclou tractats amb Roma, Nàpols i el ducat de Parma; reprimeix en persona els moviments de Llombardia, que acaba de rebel·lar-se i conté en la seva neutralitat els estats de Gènova i Venècia .
Finalment, el castell de Milà, que fins llavors havia resistit, cau a mans franceses i el conqueridor treu 150 canons que dirigeix a Mantua. Altres equips de setge presos a Bolonya, Ferrara i al fort d'Urbino estan sent impulsats pels seus encàrrecs al mateix punt. Beaulieu, abans de sortir d'Itàlia, havia tingut temps de llançar 13.000 homes al lloc i 30.000 austríacs, separats de l'exèrcit del Rin, van córrer per rescatar-la.
Finalment, Wurmser està al capdavant de 60.000 homes per aixecar el setge, i Bonaparte només té 40.000 per oposar-se-hi; la seva posició era molt vergonyosa, havent de lluitar d'una banda contra un exèrcit un terç més fort que el seu; i, de l'altra, contenir una fortalesa guarnició i mantenir a més, tots els passos del riu, des de Brescia a Verona i Legnano.

## La guerra de desgast: espera estratègic sobre la Adige (31 de maig de 1796 a 2 de febrer de 1797)

### Primera ofensiva de Wurmser

#### Batalla de Castiglione
El general en cap austríac comet el greu error de dividir les seves forces en dos cossos: 35.000 homes sota el seu comandament marxen directament a Mantua per la vall de l'Adige, mentre que Quasdanovich marxa amb 25.000 homes sobre Brescia. Bonaparte va aprofitar l'error dels seus oponents: va abandonar bruscament el setge de Mantua (iniciat el 18 de juliol de 1796), deixant el lloc abans de la seva artilleria pesada, concentrant les seves tropes a Roverbella, cau sobre Quasdanovich, el bat successivament a Salò i Lonato (3 d'agost), i l'obliga a refugiar-se en les muntanyes del Tirol. Es va aconseguir un èxit, que s'executa en Wurmser, que venç per complet la batalla de Castiglione (5 d'agost), passa el Mincio en la seva presència i el rebutja al país de Trento.
Aquestes diverses batalles, que va durar des de l'1 al 5 d'agost, i van ser anomenades "la batalla dels cinc dies", costaren a Àustria més de 20 000 homes i 50 canons. Bonaparte, després d'aquests avantatges, persegueix a Quasdanovich, arriba a ell, el derrota a Serra-Valla, a Ponte San Marco, a Rovereto i a les gorges de Calliano. No obstant això, Wurmser havia tornat a Mantua, i el seu exèrcit passava pel congost de Brenta. Bonaparte, que ha previst aquest moviment, abandona el Tirol i es mostrarà als austríacs a Bassano del Grappa (8 de setembre), al congost de Primolano, al fort Cavalo.

### Segona ofensiva de Wurmser
No obstant això, Wurmser, de nou separat del cos de Quasdanovich, troba la manera d'entrar a Màntua. Aquest lloc, la guarnició de la qual acaba de rebre un reforç considerable, sembla capaç de donar suport als atacs dels assetjadors, especialment quan va arribar un nou exèrcit per rescatar-lo. Austria, que va guanyar al Rin, resolta a reprendre a qualsevol preu les possessions que havia perdut a Itàlia i per aixecar el lloc de Màntua.
S'aixeca un nou exèrcit austríac, comandat per Alvinczy, un experimentat general: s'encarrega d'aconseguir aquesta conquesta al capdavant de 45.000 homes. Aquest general, compartint les seves forces, comet la mateixa culpa que Wurmser: deixa 15.000 homes a Davidovitch, amb ordres de descendir de les valls de l'Adige, i ell mateix segueix amb Mantua, pel Veronès, amb 30.000 homes. En aquell moment, el general francès, afeblit per les lluites i les guarnicions que havia de deixar a les fortaleses que ha pres, només pot disposar de 33.000 homes; però per les disposicions que pren, compensa la insuficiència dels seus mitjans.

#### Batalla de Bassano
Els francesos van perdre terreny contra Alvinczy a Bassano (9 de novembre) i Davidovich a Calliano (12 de novembre - 22 Brumaire). Bonaparte abandona el bloqueig, situa tres mil homes a Verona, va a Ronco, construeix un pont sobre l'Adige, el creua amb l'exèrcit i agafa el camí cap a Arcola (Ligúria), lloc esdevingut cèlebre per l'acció assassina dels dos exèrcits en els seus voltants. Una estreta calçada va portar al port. Segons la llegenda, Bonaparte ordena caminar per la carretera i forçar el pas del pont; però la seva columna de granaders, presa en el flanc pel foc de l'enemic, s'atura; Bonaparte va desmuntar, va agafar una bandera i el va llançar a la coberta, exclamant: «Soldats! Ja no sou els valents de Lodi? Seguiu-me!» 
El foc dels austríacs és tan terrible que les tropes es van negar a avançar: l'atac no va tenir èxit.

### Primera ofensiva d'Alvinczi

#### Batalla d'Arcola

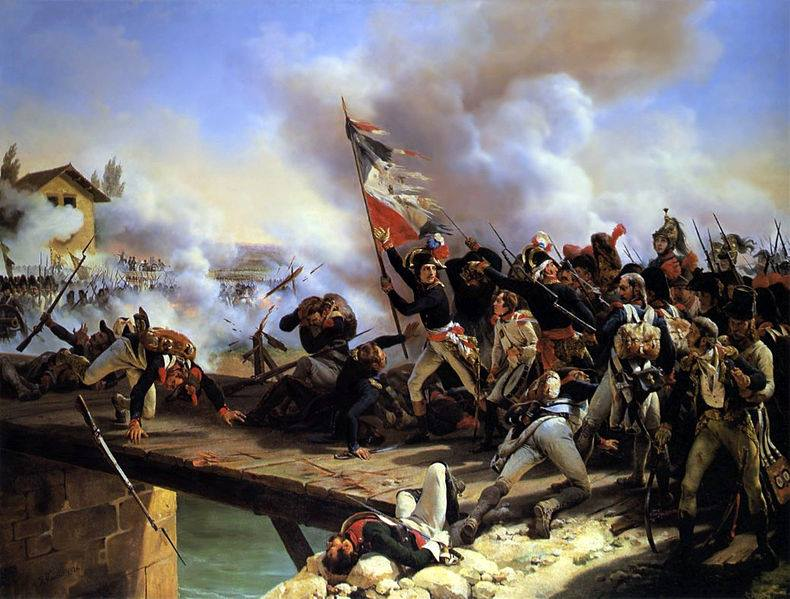
El pas del pont sobre l'Adige

Els francesos es vengen a San Massimo al poble d'Adige de Verona (victòria de Caldiero) i a la batalla del pont d'Arcole (del 15 al 17 de novembre). Desesperat per tenir èxit en aquest punt, decideix tornar a Ronco i robar la seva marxa cap a Alvinczi. Va tenir EL foc encès al paviment d'Arcole, i l'endemà era lliure per a lluitar contra la batalla dels tres cossos austríacs que li plaïen; tria el d'Alvinczi, que retorna més enllà de Vicenza, després d'haver matat 5.000 homes, va fer 8.000 presoners i va prendre 30 canons. Mentrestant, el general Joubert va derrotar Davidovich el 19 de novembre a Campara i l'obliga a refugiar-se al Tirol. Wurmser, que comanda el tercer cos, només té temps per tornar a Mantua, on torna a ser bloquejat per Sérurier.

### Segona ofensiva d'Alvinczi

#### Batalla de Rivoli
Alvinczi i Provera descendeixen de sobte del Tirol al capdavant d'un nou i nombrós exèrcit. Provera es dirigeix cap a Mantua amb 12.000 homes; Alvinczi, amb la major part de l'exèrcit, persegueix Joubert, que es retira a Rivoli: Bonaparte, que només té 20.000 homes disponibles per lluitar, ordena a Joubert mantenir-se ferm a Rivoli i esperarà l'enemic darrere d'aquesta posició. El general austríac, massa confiat en la superioritat del seu exèrcit, en destaca una part sota les ordres del general Lusignan i es compromet amb el gruix de les seves forces a les valls d'Adige i de Carona, l'altiplà de Rivoli és el nus.
Assumeix aquest altiplà, on posa 2.000 homes; però en el moment en què es considera mestre de la divisió de Joubert, es veu tallat; es pren l'altiplà de Rivoli i els que la custodiaven abateren les armes. Finalment, la columna de Lusignan ataca l'exèrcit francès en la seva rereguarda, gairebé totalment presa per Massena amb el seu general. El 16 de gener, Bonaparte va derrotar Provera a les portes de Mantua. Wurmser va ser rebutjat a Màntua i disset dies més tard, després de veure les restes del quart exèrcit austríac destruït sota les seves parets, es va veure obligat a capitular el 17 de gener.

## Revisió de la campanya italiana

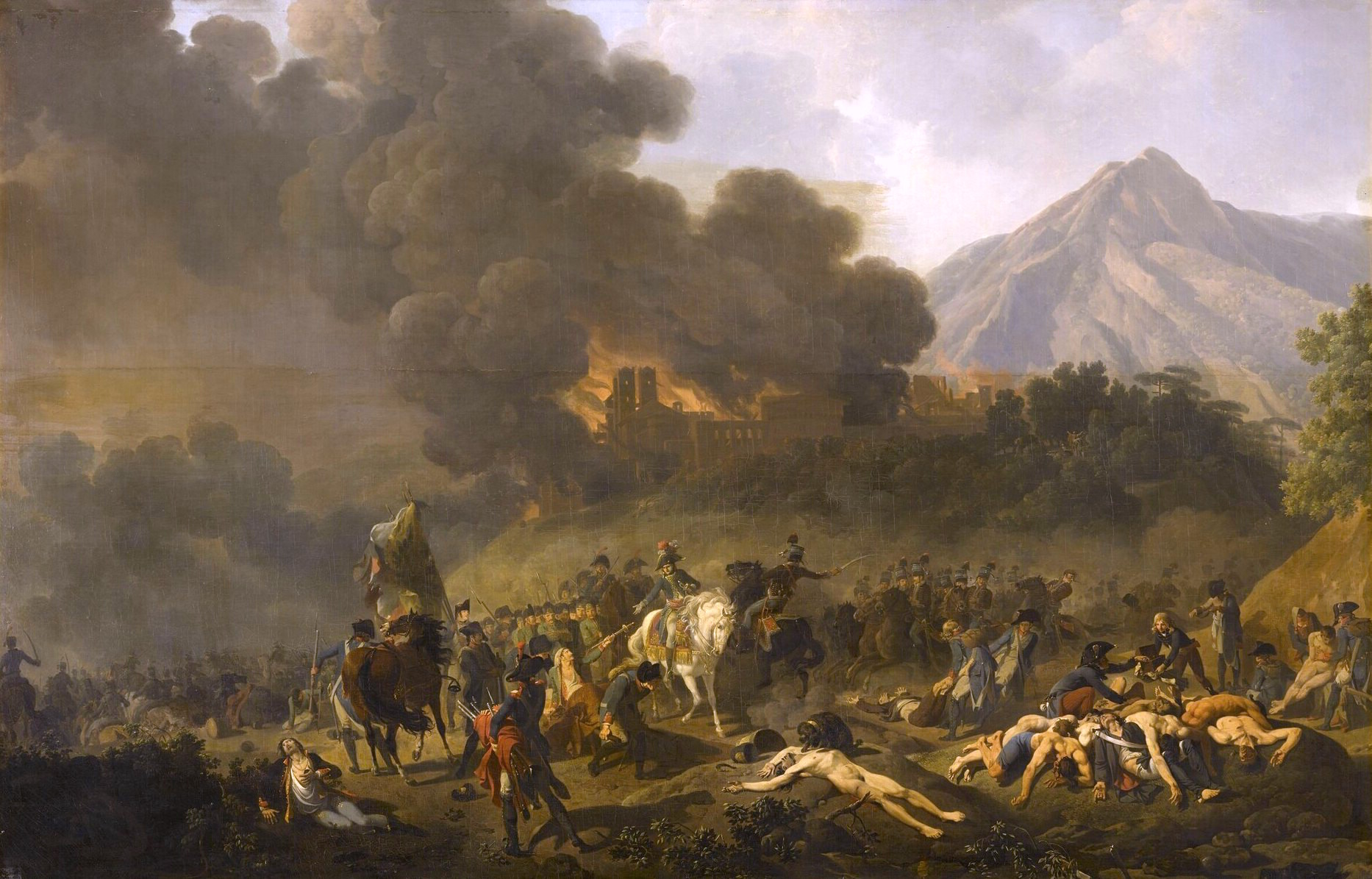
Bonaparte va rebre un grup de presoners al camp de batalla a Itàlia el 1797.

L'exèrcit italià, liderat pel general Bonaparte, derrota successivament els set exèrcits sards i austríacs. Més particularment, les batalles de Rivoli i La Favor, i la captura de Mantua, van costar, en tres dies, a Àustria, 45.000 homes morts o presos i 600 canons .
El general en cap, per castigar els Estats pontificis per haver violat l'armistici de Bolonya, els imposa el tractat de Tolentino.
En menys de dotze mesos, a l'edat de 28 anys, Bonaparte ha destruït quatre exèrcits austríacs, dona a França part del Piemont, funda dues repúbliques a Llombardia, conquereix tot Itàlia, des del Tirol fins al Tíber, signa tractats amb els sobirans de Sardenya, Parma, Nàpols i Roma. El Directori, que ha eclipsat la seva consideració i poder, el convida a seguir les seves conquestes i a marxar sobre la capital d'Àustria .

### Pillatge d'Itàlia
Un dels principals objectius d'aquesta campanya va ser la recuperació de moltes contribucions de les ciutats i estats italians per reposar el pressupost de l'Estat francès, que es va veure minat per la devaluació catastròfica dels assignats. Així, després dels primers èxits de Napoleó, el Directori li va demanar que portés a terme un cop de mà contra la Santa Casa per recuperar els 250 milions de francs de donacions acumulades al llarg dels segles, però aquesta operació no es va dur a terme.
A més de moltes obres d'art, les contribucions financeres rebudes per l'Exèrcit d'Itàlia eren grans, però molt més petites del que el que el Directori havia esperat. Per a l'any 1796, les aportacions recaptades van ascendir a gairebé 46 milions de francs, però només una part d'aquests fons va arribar a París a causa del seu ús per finançar l'exèrcit d'Itàlia i les indemnitzacions indegudes. Finalment, la participació de les aportacions italianes en els ingressos del pressupost de l'Estat per a l'any IV (1796) era de només el 2,6%.

### Propaganda
El general Bonaparte utilitza per al seu profit el Courrier de l'armée d'Italie, el diari oficial de l'Exèrcit d'Itàlia, del qual cada exèrcit de la Revolució va ser dotat. A continuació, crea dos diaris a través del botí, La France vue de l'armée d'Italie i Le Journal de Bonaparte et des hommes vertueux. Bonaparte farà una valoració positiva d'aquesta campanya a 300 pàgines de les seves memòries .

### Àustria
Àustria, horroritzada per la caiguda de Màntua i amenaçada en els seus propis estats, va ordenar a l'arxiduc Carles anar amb l'elit de l'exèrcit que va manar al Rin per oposar-se a Itàlia al progrés de Bonaparte. Aquest, aprenent la forma del seu oponent, es posa en marxa un exèrcit de 53.000 homes, als que s'havien reunit la Divisió Delmas i la divisió Bernadotte
Continuant, el conqueridor va intentar guanyar Viena. Bonaparte, al capdavant d'una divisió de 37.000 homes, travessa Tarri. Va passar pel Piave. Envia altres tres divisions per forçar el pas de Tagliamento, defensat pel mateix arxiduc: obtenen l'avantatge. Passen el coll de Tarvis sense els austríacs de l'arxiduc Carles el puguin aturar (moviment de l'1 al 21 de març). Persegueixen aquest príncep a l'Isonzo i s'apoderen de la important fortalesa de Palmanova; i vint dies més tard, l'arxiduc, després d'haver perdut una quarta part del seu exèrcit, està obligat a retirar-se a St. Weith i al Muhr. No obstant això, Bonaparte va destacar 16.000 homes sota la direcció del general Joubert, que va derrocar als generals Alexis Laudon i Kerpen i forçar totes les desfilades del Tirol, mentre que Bernadotte caminava sobre Laybach .
Finalment, el 31 de març, un any després de la seva sortida de Niça, el vencedor, que va arribar fins a Klagenfurt, ofereix la pau a Àustria, que al principi la rebutja. L'exèrcit republicà torna a començar. Masséna obliga les marxes de Neumarkt a Styria, pren la posició de Hundsmark.

#### Els preliminars de la pau
S'acostava el moment en què una gran batalla decidiria el destí de Bonaparte i el de la casa d'Àustria; però dos enemics es trobaren al quarter general francès i el 7 d'abril es va acordar un armistici a Indenburg i el 15 es van acordar els preliminaris de pau a Leoben. Els francesos es trobaven només a un centenar de quilòmetres de Viena, quan les converses de pau es van iniciar amb Merveldt.
L'enviament del 19 de d'abril, que ensenya al Directori la signatura dels preliminars, també revela tota la independència del seu general i pot donar els seus temors sobre el seu futur
Bonaparte no va demanar instruccions al Directori. Des de les seves primeres victòries, va mostrar la seva independència fent la llei a Lombardía .

#### La insurrecció veneciana
Mentre que Bonaparte marxava cap a Viena per la desfilada de Carintia, els nobles i el clergat venecians van reunir tropes per evitar que tornés a Itàlia; i mentre estipulava a Leoben les condicions de pau, es va predicar l'assassinat dels francesos comandats pel Senat a totes les esglésies. Durant la segona festa de pasqua, al so de les campanes, van ser assassinats tots els francesos que es trobaven a Verona i que no s'havien afiançat als forts. Es tractava principalment de pacients deixats als hospitals pel general Antoine Balland. Aquest episodi es coneix com la Pàsqua veronesa.

#### Tractat de Camp Formio
El 27 Vendimiari any VI (18 d' octubre de 1797) Bonaparte va signar un tractat a Campo-Formio amb Àustria, en el qual aquest va cedir a la República els seus Països Baixos i va renunciar al Milanesat i es va comprometre a reconèixer la possessió de França dels territoris de la riba esquerra del Rin. La primera coalició es va dissoldre. Només la Gran Bretanya no va deposar les armes.

### El Congrés de Rastadt
Després de la concessió d'aquest tractat, Bonaparte va rebre ordres d'anar i presidir al Congrés de Rastadt la legaci francesa. Signà, amb el comte Cobentzel, la convenció militar relativa a la respectiva evacuació dels dos exèrcits.

### El retorn a París
Finalment, Bonaparte va deixar Rastadt per triomfar a París; va ser rebut amb un entusiasme extraordinari. El Directori es va espantar amb justícia per aquesta glòria, però va decidir donar a Napoleó una festa extraordinària al pati del palau de Luxemburg. Aquesta festa va tenir lloc el 10 de desembre de 1797, en presència de gairebé tots els ambaixadors dels poders armats. El pati del Luxemburg va oferir, entre altres ornaments, les banderes conquistades per l'exèrcit d'Itàlia. Bonaparte, lliurant solemnement al poder executiu el Tractat de Campo-Formio, va pronunciar un discurs
Pocs dies més tard, Napoleó va ser celebrat sense menys brillantor pels Consells a la gran galeria del Museu, i el departament va donar el nom de Victoire a la Rue Chantereine, on tenia la seva casa. L'Institut el va triar per substituir Carnot, llavors prohibit com a reialista.

### La guerra contra el Papa
França havia annexat Avinyó i el Comtat Venaissí. El 19 de febrer de 1797, Napoleó Bonaparte havia obligat Pius VI a signar el Tractat de Tolentino (també anomenat Pau de Tolentino) amb la França del Directori, que atorga a França les legacions de Romanya, Bolonya i Ferrara. A la notícia de la mort del general Duphot, el Directori va ordenar l'11 de gener de 1798 l'ocupació de Roma. Gaspard Monge surtí el 6 de febrer cap a Roma. La Revolució esclata a la ciutat el 15 de febrer, i la "República romana" és proclamada per la gent reunida a Campo Vaccino (l'antic fòrum).
El Papa Pius VI és obligat per la República francesa a abandonar el seu poder temporal i a conformar-se amb el seu poder espiritual. Es veu obligat a abandonar Roma en dos dies. Pius VI abandona el Vaticà la nit del 19 al 20 de febrer de 1798. Després de l'acomiadament de Masséna, Gaspard Monge va fer tots els nomenaments (excepte les finances). Refugiat a Siena i al monestir cartoixà de Florència (juny de 1798), Pius VI és capturat per les tropes franceses i fet presoner. Se'l portà successivament a Bolonya, Parma, Torí, després a Briançon, Grenoble i, finalment, Valença .